# Campiglossa albiceps
Campiglossa albiceps este o specie de muște din genul Campiglossa, familia Tephritidae. A fost descrisă pentru prima dată de Friedrich Hermann Loew în anul 1873. Conform Catalogue of Life specia Campiglossa albiceps nu are subspecii cunoscute.